# Prowincja Tisamsilt
Prowincja Tisamsilt (arab. ولاية تسمسيلت) – jedna z 48 prowincji Algierii, znajdująca się w północnej części kraju. 